# 邱节
邱节（1961年—），出生于中国上海。笔名他乡山人，是一位结合中国现实主义和多种欧洲学派的艺术家。

## 生平介绍
在文化大革命期间，邱节在上海随着祖父母度过了他的童年，从十岁开始就常常临习报纸宣传画。他1981年毕业于上海轻工业专业学校美术专业，随后于1989年有机会前往瑞士日内瓦美术学院进行深造。
中国现实主义和欧洲多媒体学派的教育，加之作为专业设计师和装潢师的经验，使邱节的艺术创作深受多方面美学的影响。则给作品赋予了色调间极致的韵味。
邱节于1985年首次在中国上海徐汇区文化宫举办个人展览，在1994年于日内瓦美术学院取得多媒体学位之后，他逐渐形成了自己独特的艺术风格。邱节曾在北京，香港，新加坡，威尼斯，里尔，日内瓦，苏黎世，伯尔尼，伦敦等地举办过展出。
邱节目前在瑞士日内瓦工作和生活。